# Лавренко Яків Миронович
Яків Миронович Лавренко (1918, село Великі Будища, тепер Диканського району Полтавської області — ?) — український радянський діяч, відповідальний редактор журналу ЦК КПУ «Під прапором ленінізму». Член Ревізійної Комісії КПУ в 1971—1990 р. Кандидат історичних наук.

## Біографія
З 1940 року служив на оперативній роботі в органах контррозвідки НКВС СРСР.
Учасник німецько-радянської війни з 1941 року. Служив оперуповноваженим Відділу контррозвідки «СМЕРШ» 111-го стрілецького корпусу 54-ї армії Ленінградського фронту.
Член ВКП(б) з 1944 року.
Перебував на журналістській роботі.
До березня 1960 року — заступник відповідального редактора Закарпатської обласної газети «Закарпатська правда».
У березні 1960 — червні 1969 року — відповідальний редактор Закарпатської обласної газети «Закарпатська правда».
У 1969—1987 роках — відповідальний редактор журналу ЦК КПУ «Під прапором ленінізму».
Потім — на пенсії.

## Звання
- капітан

## Нагороди
- орден Вітчизняної війни II-го ст. (1985)
- орден Червоної Зірки (1944)
- орден «Знак Пошани» (4.05.1962)
- медалі
- заслужений журналіст Української РСР (4.05.1987)